# Аэромаяк
Аэромаяк — световой сигнал, необходимый для ориентировки во время ночных полётов на линиях воздушных сообщений. Аэромаяки устанавливаются вдоль направления воздушной линии на определённом расстоянии один от другого; они называются линейными аэромаяками. Получаемый от источника света аэромаяка пучок света, отбрасываемый по данному направлению, служит указателем пути. Для обозначения местонахождения аэродрома во время ночных полётов на нём устанавливаются сигнализационные аэромаяки, которые по характеру действия не отличаются от линейных аэромаяков. Расположение ламп на всех аэромаяках должно быть такое, чтобы свет хорошо был виден сверху, а не с поверхности земли. Источники света в простейших аэромаяках располагаются на местах высотою около 10-15 метров и состоят из сильных ламп, которые дают свет в виде пучка лучей, при чём направление крайних лучей пуучка образуют угол в 1-2° с горизонтом данного места.